# Jean Déré
Jean Déré   (Niort, 23 de juny de 1886 - Sainte-Suzanne, 6 de desembre de 1970) va ser un organista i compositor francès.

## Biografia
Jean Déré fou fortament influenciat des de la infància per un univers musical, va mostrar molt aviat un do per la música. Ingressant al Conservatori Nacional de Música de París als 11 anys, va obtenir medalles a les classes de Massenet i Widor.
Esdevingut professor i compositor a Niort, després a París, guanyà el Prix de Rome el 1919. Dedicant-se a l'ensenyament del contrapunt i de la fuga, el 1933 esdevingué un dels pioners de la retransmissió de grans concerts a la ràdio amb Igor Stravinski. De 1937 a 1956 va ser professor d'harmonia i teoria musical al Conservatori Nacional de Música de París. Va ser professor de Jacques Loussier.
És autor de peces per a piano, per a violí, per a orquestra i d'una òpera Le Mirage. També és autor de música de cinema, en particular Kœnigsmark (1923) i La Croisière jaune (1934).
Cavaller de la Legió d'Honor, va morir a Notre-Dame Saint-Jean a la comuna de Sainte-Suzanne (Mayenne) el 6 de desembre de 1970.
Un concert excepcional organitzat per l'associació "Musiques pour tous et la commune" va ser dedicat a la seva obra i als músics durant la Gran Guerra, a càrrec de Frédéric Borsarello i el trio Thalberg, el 17 de maig de 2015 a Sainte-Suzanne en el marc del Centenari de la guerra 1914-1918.